# Pseudotriophtydeus
Pseudotriophtydeus är ett släkte av spindeldjur som beskrevs av André 1980. Pseudotriophtydeus ingår i familjen Meyerellidae.
Släktet innehåller bara arten Pseudotriophtydeus vegei.